# Cérou
A Cérou folyó Franciaország területén az Aveyron bal oldali mellékfolyója.

## Földrajzi adatok
Aveyron megyében ered és Milhars-nál torkollik az Aveyronba. Hossza 87 km, vízgyűjtő területe 503 km².

## Megyék és városok a folyó mentén
- Aveyron
- Tarn: Carmaux, Monestiés, Salles, Cordes-sur-Ciel, Milhars.